# Giải bóng đá Hạng Nhất Quốc gia 2005
Giải vô địch bóng đá hạng nhất Việt Nam 2005 với tên gọi Giải hạng nhất quốc gia 2005 - Cúp Majesty/Bird vì lý do tài trợ, là mùa giải thứ 8 của Giải bóng đá hạng nhất quốc gia Việt Nam kể từ khi thành lập năm 1997. Mùa giải này, có 12 đội bóng tham dự: Tôn Hoa Sen-Cần Thơ, Bưu điện Hồ Chí Minh, Khatoco Khánh Hoà, Đá Mỹ Nghệ, Tiền Giang, Thể Công.Vietel, Halida-Thanh Hoá, Starta-Đồng Nai, Đông Á thép Pomina, Quảng Nam, An Giang và Huda-Huế. Với sự góp mặt của 12 đội bóng trên khắp cả nước tranh tài để xác định 2 suất thăng hạng lên chơi tại Giải bóng đá vô địch quốc gia và chỉ 1 suất xuống chơi tại Giải bóng đá hạng Nhì Quốc gia, đội bóng xếp thứ 4 đó là Tôn Hoa Sen-Cần Thơ phải xuất hạng vì hối lộ trọng tài, diễn ra từ 29 tháng 1 đến 30 tháng 7 2005.

## Danh sách các đội bóng tham dự
| Đội                  | Trụ sở                | Sân nhà                 | Sức chứa |
| -------------------- | --------------------- | ----------------------- | -------- |
| Bưu điện Hồ Chí Minh | Thành phố Hồ Chí Minh | Sân vận động Thống Nhất | 20,000   |
| An Giang             | Long Xuyên            | Sân vận động An Giang   | 15,000   |
| Starta-Đồng Nai      | Đồng Nai              | Sân vận động Đồng Nai   | 15,000   |
| Thể Công.Vietel      | Hà Nội                | Sân vận động Hàng Đẫy   | 20,000   |
| Khatoco Khánh Hoà    | Nha Trang             | Sân Vận Động 19 tháng 8 | 10,000   |
| Tiền Giang           | Tiền Giang            | Sân vận động Tiền Giang | 20,000   |
| Đá Mỹ Nghệ           | Thành phố Hồ Chí Minh | Sân vận động Củ Chi     | 20,000   |
| Đông Á thép Pomina   | Thành phố Hồ Chí Minh | Sân vận động Thành Long | 10,000   |
| Huda-Huế             | Huế                   | Sân vận động Tự Do      | 20,000   |
| Halida-Thanh Hoá     | Thanh Hóa             | Sân vận động Thanh Hóa  | 25,000   |
| Tôn Hoa Sen-Cần Thơ  | Cần Thơ               | Sân vận động Cần Thơ    | 40,000   |
| Quảng Nam            | Tam Kỳ                | Sân vận động Quảng Nam  | 10,000   |

### Cầu thủ ngoại binh
Mỗi CLB phải đăng ký 5 cầu thủ ngoại nhưng chỉ ra sân là 3 cầu thủ ngoại
| Câu lạc bộ          | Cầu thủ 1                     | Cầu thủ 2                    | Cầu thủ 3                   | Cầu thủ 4                   | Cầu thủ 5                   | Cầu thủ cũ                                         |
| ------------------- | ----------------------------- | ---------------------------- | --------------------------- | --------------------------- | --------------------------- | -------------------------------------------------- |
| Khatoco Khánh Hoà   | Felix Ahmed Aboagye           | Maxuell A. Mensah            | Jonathan Quartey            | Issfu Anssah                | Yaw Berko                   | Akakpo Patron                                      |
| Tiền Giang          | Edson Leonardo Hoces Pereira  | Eneas Da Conceicao Souza     | J.Martin Trindade           | Sam Kawalya                 | Roberto da Lima             | Samuel .K .Mujabi                                  |
| Đông Á              | Isaac Kamu Mylyanga           | Tsepkalo Yevgen              | Adeyemy Michel              | Camara Souleymane           | Niweat Siriwong             | Kone Kasim Bakary                                  |
| Tôn Hoa Sen-Cần Thơ | Koxreidze Irakli Tamazovit    | Rogerio Braga Correia        | Benjamin Mawusi Dzigba      | Kone Mohamed                | Oleg Samchenko              | Francisco Wagner Rymachuk Yaroslav                 |
| Huda-Huế            | Afredo Acosta Ynchausti       | Christian Nwaokorie          | Francisco Rodrigues         | Julio Guzman                | Lule Andrew                 | Jose Ramalho Menezes Diego Moreno Oscar            |
| Thể Công.Vietel     | Không sử dụng cầu thủ ngoại   | Không sử dụng cầu thủ ngoại  | Không sử dụng cầu thủ ngoại | Không sử dụng cầu thủ ngoại | Không sử dụng cầu thủ ngoại | Không sử dụng cầu thủ ngoại                        |
| Halida-Thanh Hoá    | Mykola Oleksandrovych Lytovka | Lawrence Kizito              | Wandwsi Rodgers             | James Odoch                 | Ronald Oyeda                | Mohamed Idris                                      |
| Đá Mỹ Nghệ          | Yuttadong Bunamporn           | Kittisak Rawangpa            | Mughisha Edward             | Bakare Ganiyu Adewunmi      | Willy Kyambadde             | Adeyemi Michel Musa Aliu                           |
| An Giang            | Balatskyi Anatony Tolik       | Francisco Enrique Delima     | Sandro Pedrosa              | Yuthajak Konjan             | Ricardo Andrade             | William Yami Pipat Thonkanya                       |
| Starta-Đồng Nai     | Albert Kotey Neequaye         | Jose Gaspar Fracelino Jumier | Roman Golian                | Marcel Tyciak               | Usman Muhammed              | Micovic Srdan Vladimir Zlacky Sinisa               |
| Quảng Nam           | Nuro Amiro                    | Marcel Nkueni                | Tshamala A. Kabanga         | Ronald Martin Katsigazi     | Benlee Juma Otieno          | Malam Sano Yelvany Salmyn Rose Kelvin Mushangazike |
| Bưu điện            | Wesley Carlos Da Silva        | Luiz Fabiano                 | Nsoga Alain                 | Marnos Roger                |                             | Deniel Agyekom                                     |

## Bảng xếp hạng
| VT | Đội                      | ST | T  | B  | H  | BT | BB | HS  | Đ  | Thăng hạng hoặc xuống hạng                |
| -- | ------------------------ | -- | -- | -- | -- | -- | -- | --- | -- | ----------------------------------------- |
| 1  | Khatoco Khánh Hoà (C, P) | 22 | 12 | 5  | 5  | 35 | 17 | +18 | 41 | Thăng hạng và thi đấu tại V-League 1 2006 |
| 2  | Tiền Giang (P)           | 22 | 13 | 7  | 2  | 24 | 17 | +7  | 41 | Thăng hạng và thi đấu tại V-League 1 2006 |
| 3  | Đông Á                   | 22 | 10 | 3  | 9  | 28 | 18 | +10 | 39 |                                           |
| 4  | Tôn Hoa Sen-Cần Thơ (R)  | 22 | 11 | 6  | 5  | 23 | 20 | +3  | 38 | Xuống thi đấu Giải Hạng Nhì Quốc gia 2006 |
| 5  | Huda-Huế                 | 22 | 8  | 6  | 8  | 28 | 27 | +1  | 32 |                                           |
| 6  | Thể Công-Vietel          | 22 | 8  | 10 | 4  | 21 | 31 | −10 | 28 |                                           |
| 7  | Halida-Thanh Hoá         | 22 | 7  | 9  | 6  | 19 | 18 | +1  | 27 |                                           |
| 8  | Đá Mỹ Nghệ Sài Gòn       | 22 | 7  | 10 | 5  | 21 | 30 | −9  | 26 |                                           |
| 9  | An Giang                 | 22 | 5  | 7  | 10 | 24 | 24 | 0   | 25 |                                           |
| 10 | Starta-Đồng Nai          | 22 | 6  | 11 | 5  | 25 | 27 | −2  | 23 |                                           |
| 11 | Quảng Nam                | 22 | 5  | 10 | 7  | 16 | 21 | −5  | 22 |                                           |
| 12 | Bưu điện (R)             | 22 | 4  | 12 | 6  | 16 | 30 | −14 | 18 | Xuống thi đấu Giải Hạng Nhì Quốc gia 2006 |

1. ↑  Do vụ hối lộ trọng tài ở mùa giải 2004, Tôn Hoa Sen-Cần Thơ bị ban tổ chức xử xuống hạng và thi đấu tại Giải Hạng Nhì Quốc gia 2006 cùng với đội xếp cuối bảng là Bưu điện.

## Lịch thi đấu và kết quả
| Lượt đi    | Lượt đi      | Lượt đi | Trận                   | Trận | Trận                   | Lượt về | Lượt về    | Lượt về    |
| ---------- | ------------ | ------- | ---------------------- | ---- | ---------------------- | ------- | ---------- | ---------- |
| Ngày       | Sân          | Tỷ số   | Đội                    |      | Đội                    | Tỷ số   | Sân        | Ngày       |
| 29 tháng 1 | Thiên Trường | 0-2     | Thanh Hoá              | -    | Thể Công               | 1-1     | Mỹ Đình    | 7 tháng 5  |
| 29 tháng 1 | Tự Do        | 1-1     | Huda Huế               | -    | Quảng Nam              | 2-2     | Tam Kỳ     | 7 tháng 5  |
| 29 tháng 1 | Nha Trang    | 1-1     | Khánh Hoà              | -    | Đồng Nai               | 3-1     | Đồng Nai   | 7 tháng 5  |
| 29 tháng 1 | Củ Chi       | 1-1     | Đá Mỹ Nghệ Sài Gòn     | -    | Đông Á TP. Hồ Chí Minh | 0-0     | Thống Nhất | 7 tháng 5  |
| 29 tháng 1 | Thống Nhất   | 1-2     | Bưu điện               | -    | Tiền Giang             | 0-3     | Mỹ Tho     | 7 tháng 5  |
| 29 tháng 1 | Long Xuyên   | 0-1     | An Giang               | -    | Tôn Hoa Sen Cần Thơ    | 1-2     | Cần Thơ    | 7 tháng 5  |
| 5 tháng 2  | Tam Kỳ       | 0-2     | Quảng Nam              | -    | Halida Thanh Hoá       | 0-0     | Thanh Hoá  | 14 tháng 5 |
| 5 tháng 2  | Mỹ Đình      | 1-3     | Thể Công               | -    | Huda Huế               | 1-1     | Tự Do      | 14 tháng 5 |
| 5 tháng 2  | Củ Chi       | 1-0     | Đá Mỹ Nghệ Sài Gòn     | -    | Đồng Nai               | 0-4     | Đồng Nai   | 14 tháng 5 |
| 5 tháng 2  | Thống Nhất   | 1-1     | Đông Á TP. Hồ Chí Minh | -    | Khánh Hoà              | 0-1     | Nha Trang  | 14 tháng 5 |
| 5 tháng 2  | Cần Thơ      | 0-0     | Tôn Hoa Sen Cần Thơ    | -    | Bưu điện               | 2-3     | Quân khu 7 | 14 tháng 5 |
| 5 tháng 2  | Mỹ Tho       | 1-0     | Tiền Giang             | -    | An Giang               | 0-2     | Long Xuyên | 14 tháng 5 |
| 19 tháng 2 | Hàng Đẫy     | 1-1     | Thể Công               | -    | Quảng Nam              | 1-2     | Tam Kỳ     | 21 tháng 5 |
| 19 tháng 2 | Tự Do        | 1-1     | Huda Huế               | -    | Halida Thanh Hoá       | 1-2     | Thanh Hoá  | 21 tháng 5 |
| 19 tháng 2 | Nha Trang    | 1-2     | Khánh Hoà              | -    | Đá Mỹ Nghệ Sài Gòn     | 5-2     | Củ Chi     | 21 tháng 5 |
| 19 tháng 2 | Đồng Nai     | 0-1     | Đồng Nai               | -    | Đông Á TP. Hồ Chí Minh | 1-2     | Thống Nhất | 21 tháng 5 |
| 19 tháng 2 | Cần Thơ      | 2-1     | Tôn Hoa Sen Cần Thơ    | -    | Tiền Giang             | 0-2     | Mỹ Tho     | 21 tháng 5 |
| 19 tháng 2 | Thống Nhất   | 0-0     | Bưu điện               | -    | An Giang               | 2-2     | Long Xuyên | 21 tháng 5 |
| 26 tháng 2 | Tam Kỳ       | 0-1     | Quảng Nam              | -    | Bưu điện               | 1-0     | Thống Nhất | 15 tháng 6 |
| 26 tháng 2 | Tự Do        | 2-1     | Huda Huế               | -    | Tiền Giang             | 0-1     | Mỹ Tho     | 15 tháng 6 |
| 26 tháng 2 | Củ Chi       | 1-0     | Đá Mỹ Nghệ Sài Gòn     | -    | Halida Thanh Hoá       | 2-0     | Thanh Hoá  | 15 tháng 6 |
| 26 tháng 2 | Thống Nhất   | 1-1     | Đông Á TP. Hồ Chí Minh | -    | Thể Công               | 2-0     | Hàng Đẫy   | 15 tháng 6 |
| 26 tháng 2 | Nha Trang    | 3-0     | Khánh Hoà              | -    | Tôn Hoa Sen Cần Thơ    | 2-1     | Cần Thơ    | 15 tháng 6 |
| 26 tháng 2 | Đồng Nai     | 3-3     | Strata Đồng Nai        | -    | An Giang               | 0-0     | Long Xuyên | 15 tháng 6 |
| 5 tháng 3  | Tam Kỳ       | 0-1     | Quảng Nam              | -    | Tiền Giang             | 1-2     | Mỹ Tho     | 18 tháng 6 |
| 5 tháng 3  | Tự Do        | 0-0     | Huda Huế               | -    | Bưu điện               | 2-1     | Thống Nhất | 18 tháng 6 |
| 5 tháng 3  | Củ Chi       | 0-1     | Đá Mỹ Nghệ Sài Gòn     | -    | Thể Công               | 0-1     | Hàng Đẫy   | 18 tháng 6 |
| 5 tháng 3  | Thống Nhất   | 4-3     | Đông Á TP. Hồ Chí Minh | -    | Halida Thanh Hoá       | 0-0     | Thanh Hoá  | 18 tháng 6 |
| 5 tháng 3  | Đồng Nai     | 0-0     | Strata Đồng Nai        | -    | Tôn Hoa Sen Cần Thơ    | 0-3     | Cần Thơ    | 18 tháng 6 |
| 5 tháng 3  | Long Xuyên   | 1-1     | An Giang               | -    | Khánh Hoà              | 1-1     | Nha Trang  | 18 tháng 6 |
| 12 tháng 3 | Thanh Hoá    | 2-0     | Thanh Hoá              | -    | Đồng Nai               | 0-1     | Đồng Nai   | 25 tháng 6 |
| 12 tháng 3 | Hàng Đẫy     | 2-1     | Thể Công               | -    | Khánh Hoà              | 0-3     | Nha Trang  | 25 tháng 6 |
| 12 tháng 3 | Thống Nhất   | 1-1     | Bưu điện               | -    | Đá Mỹ Nghệ Sài Gòn     | 0-2     | Củ Chi     | 25 tháng 6 |
| 12 tháng 3 | Mỹ Tho       | 1-1     | Tiền Giang             | -    | Đông Á TP. Hồ Chí Minh | 0-1     | Thống Nhất | 25 tháng 6 |
| 12 tháng 3 | Cần Thơ      | 2-1     | Tôn Hoa Sen Cần Thơ    | -    | Quảng Nam              | 1-0     | Tam Kỳ     | 25 tháng 6 |
| 12 tháng 3 | Long Xuyên   | 0-0     | An Giang               | -    | Huda Huế               | 2-3     | Tự Do      | 25 tháng 6 |
| 26 tháng 3 | Thanh Hoá    | 0-1     | Thanh Hoá              | -    | Khánh Hoà              | 0-1     | Nha Trang  | 2 tháng 7  |
| 26 tháng 3 | Hàng Đẫy     | 2-1     | Thể Công               | -    | Đồng Nai               | 1-4     | Đồng Nai   | 2 tháng 7  |
| 26 tháng 3 | Thống Nhất   | 2-1     | Bưu điện               | -    | Đông Á TP. Hồ Chí Minh | 0-3     | Thống Nhất | 2 tháng 7  |
| 26 tháng 3 | Mỹ Tho       | 2-0     | Tiền Giang             | -    | Đá Mỹ Nghệ Sài Gòn     | 0-0     | Củ Chi     | 2 tháng 7  |
| 26 tháng 3 | Tự Do        | 1-0     | Huda Huế               | -    | Tôn Hoa Sen Cần Thơ    | 1-1     | Cần Thơ    | 2 tháng 7  |
| 26 tháng 3 | Tam Kỳ       | 0-1     | Quảng Nam              | -    | An Giang               | 0-0     | Long Xuyên | 2 tháng 7  |
| 2 tháng 4  | Thanh Hoá    | 3-0     | Thanh Hoá              | -    | Tôn Hoa Sen Cần Thơ    | 0-1     | Cần Thơ    | 9 tháng 7  |
| 2 tháng 4  | Nha Trang    | 3-1     | Khánh Hoà              | -    | Tiền Giang             | 0-1     | Mỹ Tho     | 9 tháng 7  |
| 2 tháng 4  | Củ Chi       | 1-0     | Đá Mỹ Nghệ Sài Gòn     | -    | Quảng Nam              | 1-4     | Tam Kỳ     | 9 tháng 7  |
| 2 tháng 4  | Thống Nhất   | 2-1     | Đông Á TP. Hồ Chí Minh | -    | Huda Huế               | 2-1     | Tự Do      | 9 tháng 7  |
| 2 tháng 4  | Đồng Nai     | 4-2     | Đồng Nai               | -    | Bưu điện               | 2-0     | Thống Nhất | 9 tháng 7  |
| 3 tháng 4  | Hàng Đẫy     | 0-2     | Thể Công               | -    | An Giang               | 2-4     | Long Xuyên | 9 tháng 7  |
| 9 tháng 4  | Thanh Hoá    | 1-0     | Thanh Hoá              | -    | An Giang               | 0-0     | Long Xuyên | 16 tháng 7 |
| 9 tháng 4  | Hàng Đẫy     | 0-2     | Thể Công               | -    | Tôn Hoa Sen Cần Thơ    | 0-1     | Cần Thơ    | 16 tháng 7 |
| 9 tháng 4  | Củ Chi       | 2-2     | Đá Mỹ Nghệ Sài Gòn     | -    | Huda Huế               | 0-2     | Tự Do      | 16 tháng 7 |
| 9 tháng 4  | Thống Nhất   | 0-1     | Đông Á TP. Hồ Chí Minh | -    | Quảng Nam              | 2-1     | Tam Kỳ     | 16 tháng 7 |
| 9 tháng 4  | Đồng Nai     | 0-1     | Đồng Nai               | -    | Tiền Giang             | 0-1     | Mỹ Tho     | 16 tháng 7 |
| 9 tháng 4  | Nha Trang    | 1-0     | Khánh Hoà              | -    | Bưu điện               | 0-2     | Thống Nhất | 16 tháng 7 |
| 16 tháng 4 | Thống Nhất   | 1-1     | Bưu điện               | -    | Halida Thanh Hoá       | 0-1     | Thanh Hoá  | 30 tháng 7 |
| 16 tháng 4 | Mỹ Tho       | 2-1     | Tiền Giang             | -    | Thể Công               | 0-1     | Hàng Đẫy   | 30 tháng 7 |
| 16 tháng 4 | Tam Kỳ       | 1-0     | Quảng Nam              | -    | Đồng Nai               | 0-0     | Đồng Nai   | 30 tháng 7 |
| 16 tháng 4 | Tự Do        | 1-0     | Huda Huế               | -    | Khánh Hoà              | 0-4     | Nha Trang  | 30 tháng 7 |
| 16 tháng 4 | Cần Thơ      | 1-0     | Tôn Hoa Sen Cần Thơ    | -    | Đá Mỹ Nghệ Sài Gòn     | 2-1     | Củ Chi     | 30 tháng 7 |
| 16 tháng 4 | Long Xuyên   | 1-1     | An Giang               | -    | Đông Á TP. Hồ Chí Minh | 1-2     | Thống Nhất | 30 tháng 7 |
| 23 tháng 4 | Thống Nhất   | 0-1     | Bưu điện               | -    | Thể Công               | 0-1     | Hàng Đẫy   | 6 tháng 8  |
| 23 tháng 4 | Mỹ Tho       | 1-0     | Tiền Giang             | -    | Halida Thanh Hoá       | 0-2     | Thanh Hoá  | 6 tháng 8  |
| 23 tháng 4 | Tam Kỳ       | 0-0     | Quảng Nam              | -    | Khánh Hoà              | 0-2     | Nha Trang  | 6 tháng 8  |
| 23 tháng 4 | Tự Do        | 3-0     | Huda Huế               | -    | Đồng Nai               | 1-3     | Đồng Nai   | 6 tháng 8  |
| 23 tháng 4 | Cần Thơ      | 1-1     | Tôn Hoa Sen Cần Thơ    | -    | Đông Á TP. Hồ Chí Minh | 0-0     | Thống Nhất | 6 tháng 8  |
| 23 tháng 4 | Long Xuyên   | 1-4     | An Giang               | -    | Đá Mỹ Nghệ Sài Gòn     | 2-0     | Củ Chi     | 6 tháng 8  |

## Thông tin thêm
- Sau khi phải xuống hạng nhì, câu lạc bộ bóng đá Bưu điện đã bị giải thể sau 3 năm tồn tại.
- Câu lạc bộ bóng đá Đông Á mất quyền lên hạng chuyên nghiệp vì đã hối lộ trọng tài. Huấn luyện viên trưởng Nguyễn Thành Vinh và Giám đốc Điều hành Vũ Tiến Thành bị bắt giam. Ngày 23 tháng 12, Đông Á được chuyển giao cho câu lạc bộ bóng đá Gạch Đồng Tâm Long An và mang tên mới Sơn Đồng Tâm Long An.
- Tôn Hoa Sen-Cần Thơ cũng bị buộc tội hối lộ trọng tài nên bị giáng xuống hạng nhì.

## Tổng kết mùa giải
- Vô địch: Khatoco Khánh Hoà
- Lên hạng chuyên nghiệp: Tiền Giang
- Xuống hạng nhì: Bưu điện và Tôn Hoa Sen-Cần Thơ (cũng bị buộc tội hối lộ trọng tài nên bị giáng xuống hạng nhì.)